# Object Database Management Group
Die Object Database Management Group (kurz ODMG) ist ein Zusammenschluss von Herstellern objektorientierter Datenbanksysteme zur Entwicklung gemeinsamer Normen und Standards. Die ODMG hat nach der Veröffentlichung der Release 3.0 die Arbeit eingestellt; gegenwärtig arbeitet die Object Management Group (OMG) an Release 4.

## Geschichte
Motivation für die Standardisierung waren die Schaffung eines Portabilitätsstandard, nicht die eines Interoperabilitätsstandards.
Der erste Abschlussbericht war im Jahr 1994 das ODMG-93 Release 1.1. Es folgten die Versionen 1.2 (August 1995) und 2.0 (März 1997). Release 3.0 führte im September 1999 Verbesserungen im Java-Binding, im Objektmodell sowie im OR-Mapping (ORM) ein.
Beteiligte Firmen waren SunSoft, Object Design, Ontos, O2 Technology, Versant und Objectivity. Als Reviewer fungierten Hewlett-Packard, Poet, Itasca, intellitic, DEC, Servio und Texas Instruments.

## Komponenten
Das Objektmodell basiert auf dem OMG-Modell. Als Datendefinitionssprache dient die programmiersprachenunabhängige Object Definition Language (ODL), eine Spezifikationssprache zur Beschreibung von Datenobjekten. Sie ist zur OMG-IDL-kompatibel. Im ODMG-Standard sind die Transformationsregeln aus der ODL nach C++ und Smalltalk definiert. Die Übersetzung von der ODL in eine Programmiersprache oder Datenbank wird durch Werkzeuge unterstützt. Als Anfragesprache dient die Object Query Language (OQL), zum Objektaustausch wird das Object Interchange Format (OIF) verwendet. Neben C++ und Smalltalk wird auch Java angebunden.